# Näckström

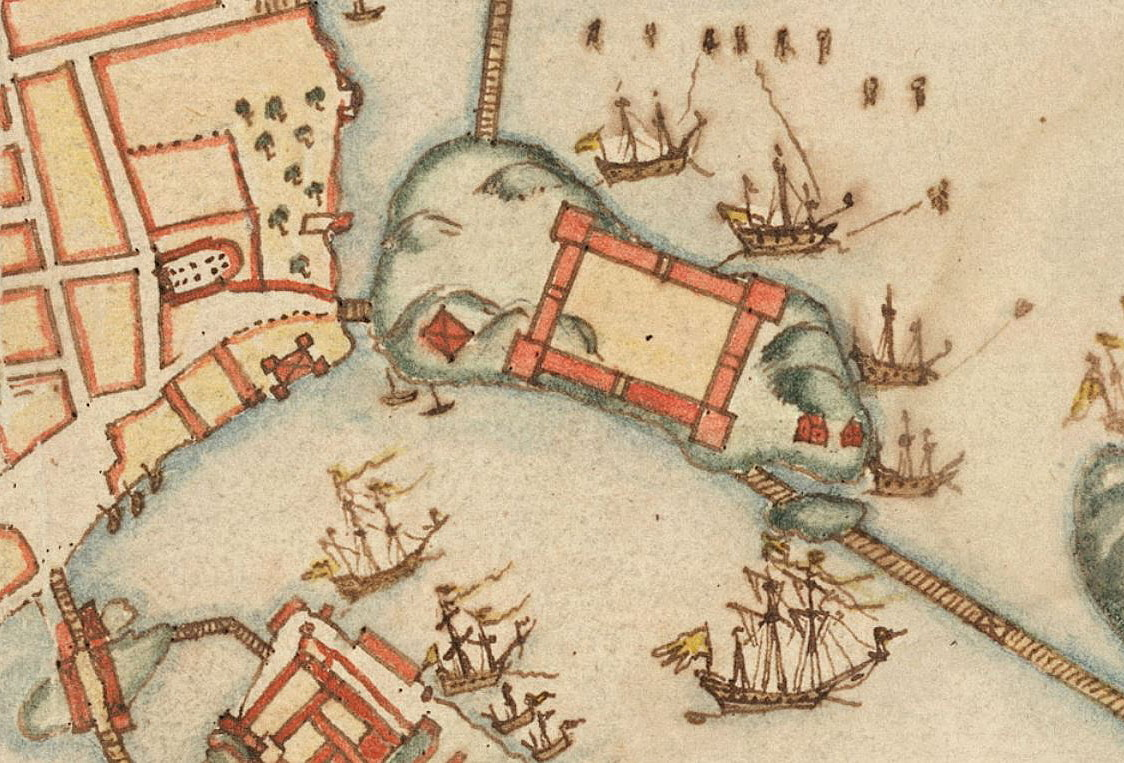
Blasieholmen med Näckström 1642

Näckström (eller Näckströmmen) var namnet på det vatten i Stockholm som till åtminstone 1600-talet skilde Norrmalm från Blasieholmen. Vattnet korsades sedan medeltiden av Näckströmsbron i nordväst.
Under Slaget vid Brunkeberg 1471 flydde de slagna danskarna över Näckströmsbron mot sina skepp som låg för ankar vid dåvarande Käpplingeholmen (Blasieholmen). Bron hade delvis förstörts av svenska borgare och den brast under den flyende fienden, varvid många drunknade.
Under de följande århundradena slammades vattendraget upp. Inför uppförandet av det Wachtmeisterska huset på Blasieholmen begärde Hans Wachtmeister 1687 om tillstånd att få flytta ut grundvalen till huset 2-3 alnar "uti grafen för Blasieholmen, som kallas Näckström". Strömmen var då så igengrodd, att den "för publico intet vidare är nyttig och nödig" och började bebyggas. Vattnet i Packaretorgsviken vid Packaretorget (nuvarande Norrmalmstorg) blev härmed allt mer stillastående, och förvandlades till den stinkande vattensamling som i folkmun kallades för Katthavet, där katt är ett gammalt ord för gyttjig vattensamling (se även kvarteret Katthavet). 
Kvarteren Näckström och Näckebro vid Kungsträdgården påminner fortfarande i dag om detta vattendrag och bron.